# Сароникос
Саронико́с, Сарони́ческий зали́в, Афи́нский зали́в (греч. Σαρωνικός κόλπος) — залив в Греции, крупнейший залив Эгейского моря. Вход в залив простирается от мыса Сунион на востоке до мыса Скилеон (Скиллей) на юго-западе. Расположен к востоку от Коринфского перешейка, между Аттикой и Пелопоннесом. Омывает берега Аттики, Мегариды, Коринфии, Арголиды, Тризинии и Эпидаврии. Через Коринфский канал соединен с Коринфским заливом Ионического моря. На берегах залива расположен крупнейший в Греции Пирейский порт, а также такие важные города Греции как Мегара, Элефсис, Палеа-Эпидаврос. В заливе активное судоходство, на берегах залива развит туризм. Занимает площадь в 740 квадратных километров, имеет ширину у входа 10—11, а в дальнейшей, северо-западной части — 13 километров. В акватории залива Саронические острова: Айос-Еорьос, Ангистрион, Арсида, Докос, Идра, Кира, Лерос, Мони, Патроклос, Порос, Пситалея, Саламин, Спеце, Флевес и Эгина, а также острова Диапории (Трагониси, Айос-Томас, Айос-Иоанис, Леду, Ипсили) и острова Лаусес. В северо-восточном углу залива имеется бухта Элефсис, закрываемая Саламином, в северо-западной — Кехрие, с бухтой того же имени у Коринфа; против острова Порос, на берегу Арголиды, находится бухта Погон (Πώγων), гавань древнего торгового города Трезен, а вблизи — село Саронис, от которого получил свое имя весь залив. На побережье Аттики находятся бухты Фалирон, Вари и Анависос. На Эгине находился видимый издалека храм Афайи и руины храма Панэллинского Зевса (Ναός του Ελλάνιου Δία), а на Поросе — знаменитый храм Посейдона, святилище Калаврийской амфиктионии. К западу от этой бухты выступает в море полуостров Метана, по сторонам которого две значительные бухты. Обилие островов было одним из благоприятнейших условий для мореходства в древнейшие времена. По свидетельству Страбона, «одни называют его морем, а другие — проливом, поэтому он носит также название Саронического моря. Саронический залив — это название, данное всему проливу на пространстве от Гермионского моря  (Ερμιονικός κόλπος) и от моря у Истма, которое соединяется с Миртойским и Критским морями». Начало мореходству было положено здесь, по-видимому, жителями города Трезен, которые в легендах сохранили память о своём царе Сароне; он соорудил на берегу моря (Псифейского озера) храм Артемиды и погиб в морской пучине в погоне за ланью; в роще Артемиды погребены были останки царя, по имени которого будто бы и назван залив. Неподалёку оттуда показывали и то оливковое дерево, близ которого погиб почитатель Артемиды, Ипполит. По другой версии название происходит от др.-греч. σαρωνίς «старый дуплистый дуб».
В акватории залива в 480 году до н. э. произошла битва при Саламине, ставшая кульминационным моментом греко-персидских войн.
В античной географии известен как Саронский залив. Упоминается Эсхилом в трагедии «Агамемнон».
Вулканы Саронического залива принадлежат к северному окончанию вулканической дуги Южно-Эгейского моря, проходящей вдоль края массива Киклады. Вулканическая дуга включает вулканы Сусаки (у Коринфа), Эгина, Метана («спит» с 282 года до н. э.) и Порос.

Вид с острова Порос на Сароникос